# بنزوات البوتاسيوم
بنزوات البوتاسيوم (E212)، تُعرف أيضا باسم كربوكسيلات بنزين الصوديوم. هي مادة صلبة بلورية عديمة اللون أو مسحوق لا بلوري أبيض اللون، وهي ملح البوتاسيوم (أو الملح الصوديومي) لحمض البنزويك. يُستخدم كمادة حافظة غذائية تمنع نمو العفن والخميرة وبعض البكتيريا، التي يمكن أن تُفسد الطعام. يعمل بشكل أفضل في المنتجات التي تحتوي أس الهيدروجيني بقيمة منخفضة، أقل من 4.5، حيث يوجد مثل حمض البنزويك.
الأطعمة والمشروبات الحمضية مثل عصير الفاكهة (حامض الستريك) والمشروبات الغازية (حمض الكربونيك) والمشروبات الغازية (حمض الفوسفوريك) والمخللات (الخل) يمكن حفظها مع بنزوات البوتاسيوم. تمت الموافقة على استخدامه في معظم البلدان بما في ذلك كندا والولايات المتحدة والاتحاد الأوروبي، حيث تم تحديده برقم إي E212.
يُستخدم بنزوات البوتاسيوم أيضًا في العديد من الألعاب النارية كوقود وهو مسحوق يُصدر ضجة صفير عند ضغطه في أنبوب ويشعله، كما تستخدم هذه المادة في إنتاج الدهانات.

## إنتاج المُركب
يمكن إنتاج بنزوات الصوديوم عن طريق تفاعل هيدروكسيد البوتاسيوم (في الصناعة يُستخدم هيدروكسيد الصوديوم كبديل له لأنه أرخص) مع حمض البنزويك. ويتم إنتاجها عن طريق معادلة حمض البنزويك والذي يتم إنتاجه تجاريًا عن طريق الأكسدة الجزئية للتولوين بالأكسجين. هناك طريقة أخرى لتصنيع بنزوات البوتاسيوم في بيئة المختبر وهي عن طريق التحلل المائي بنزوات الميثيل مع هيدروكسيد البوتاسيوم.

## آلية حفظ الطعام
تبدأ آلية حفظ الطعام بامتصاص الخلية لحمض البنزويك. إذا تمّ تغيير الأس الهيدروجيني داخل الخلايا إلى 5 أو أقل، فإن التخمر اللاهوائي للجلوكوز من خلال فسفوفركتوكيناز ينخفض بنسبة 95٪.

## السلامة والصحة
يحتوي بنزوات البوتاسيوم على سمية (تسمم) حادة منخفضة عند التعرض عن طريق الفم والجلد. تصف هيئة الغذاء في المملكة المتحدة، بنزوات البوتاسيوم بأنه «مهيج بدرجة طفيفة للجلد والعينين والأغشية المخاطية».
القطط لديها قدرة تحمل أقل بكثير لحمض البنزويك وأملاحه من الجرذان والفئران.
في ظل ظروف معينة، مثل وجود حمض الأسكوربيك، يمكن لأملاح البنزوات إنتاج البنزين في المشروبات الغازية. تنص إدارة الغذاء والدواء الأمريكية على أن مستويات البنزين التي تم قياسها لا تشكل قلقًا على سلامة المستهلكين.

## أطياف

### الرنين المغناطيسي النووي للكربون 13 (C13)
يظهر الرنين المغناطيسي النووي للكربون 13 (C13) خمس درجات في قمة الذِروة. حيث توجد أربع درجات بين 130-140 جزء في المليون من ذرات الكربون في حلقة البنزين. بينما هناك درجة كربون إضافية حوالي 178 جزء في المليون تمثل ذرة الكربون من مجموعة كاربونيل.

### أطياف الأشعة تحت الحمراء
فيما يلي القمم الرئيسية في مطيافية الأشعة تحت الحمراء.
- 1610: C = O من كاربونيل
- 1580: C = C من حلقة البنزين